# Kawetczyzna (Kielce)

Dzielnice i osiedla Kielc, Kawetczyzna ma na mapie nr 39

Kawetczyzna - część Kielc, znajdująca się na południowych obrzeżach miasta, sąsiadująca z Barwinkiem. Od południa graniczy z Pasmem Posłowickim i Pasmem Dymińskim wchodzącymi w skład Chęcińsko-Kieleckiego Parku Krajobrazowego. W granicach miasta od 1930 roku.
Główne ulice Kawetczyzny to: Buska, Iłżecka, Jędrzejowska, Konecka, św. Rafała Kalinowskiego (dawniej Kozienicka), Łagowska, Opatowska, Opoczyńska, Pińczowska, Włoszczowska, Wiślicka (dawniej Sandomierska).
Na terenie Kawetczyzny swoją siedzibę ma zakon Karmelitanek Bosych. Większość Kawetczyzny należy do obszaru parafii Chrystusa Króla.

## Turystyka
Przez Kawetczyznę przechodzą:
- niebieski szlak turystyczny z Chęcin do Łagowa
- żółty szlak spacerowy wokół Kielc

## Komunikacja
Dojazd autobusami komunikacji miejskiej nr 2, 27, 29, 30 (ul. Ściegiennego).
Kawetczyznę przecina ulica ks. Piotra Ściegiennego, która ok. 100 metrów na południe za Kawetczyzną łączy się z aleją ks. Jerzego Popiełuszki będącą częścią drogi krajowej 73.